# NHL 2K3
《NHL 2K3》是一款由Treyarch制作、世嘉发行的体育类游戏，为NHL 2K系列作品。本游戏最初于2002年11月在GameCube、PlayStation 2和Xbox等平台发行。本游戏是《NHL 2K2》的续作。
游戏主要是模拟冰球比赛。
本游戏收到普遍较好的评价。